# Paris-Roubaix 1900
La 5e édition de la course cycliste Paris-Roubaix a lieu le 15 avril 1900 et est remportée par le Français Émile Bouhours. L'épreuve compte 268 kilomètres et le vainqueur la termine en 7 h 10 min 30 s soit 37,352 km/h de moyenne. Au départ 23 coureurs sont engagés, seulement 10 sontclassés.

## Déroulement de la course
La course est disputée derrière des motos. Le gagnant Émile Bouhours termine la course avec une vitesse moyenne de 37,352 km par heure. Spécialiste des épreuves sur piste et des courses de 24 heures, il est champion de France de demi-fond en 1897, 1898, 1900 et 1902.
Cette édition de Paris-Roubaix est marquée par de nombreuses chutes.

## Classement final
|    | Cycliste              | Équipe | Temps             |
| -- | --------------------- | ------ | ----------------- |
| 1  | Émile Bouhours        | -      | 7 h 10 min 30 s   |
| 2  | Josef Fischer         | -      | + 18 min 00 s     |
| 3  | Maurice Garin         | -      | + 38 min 30 s     |
| 4  | Lucien Itsweire       | -      | + 56 min 30 s     |
| 5  | Oscar Lepoutre        | -      | + 1 h 55 min 30 s |
| 6  | Édouard Simon         | -      | + 3 h 29 min 30 s |
| 7  | Edmond Dubreucq       | -      | + 3 h 37 min 30 s |
| 8  | Hippolyte Aucouturier | -      | + 4 h 01 min 30 s |
| 9  | Émile Pagie           | -      | + 5 h 04 min 30 s |
| 10 | Lucien Pothier        | -      | + 5 h 39 min 30 s |